# Cathédrale Sainte-Marie de Fargo
Cette  cathédrale n’est pas la seule cathédrale Sainte-Marie.
La cathédrale Sainte-Marie (en anglais : Cathedral of St. Mary) est l'église-mère du diocèse catholique de Fargo dans le Dakota du Nord (États-Unis).

## Histoire
La paroisse Sainte-Marie de Fargo est fondée en 1880. Neuf ans plus tard, le diocèse de Jamestown est érigé, recouvrant tout le territoire du Dakota du Nord avec Saint-Jacques de Jamestown comme nouvelle cathédrale. Le premier évêque du diocèse, Mgr John Shanley, déménage sa résidence de Island Park vers Fargo en 1891. Le Saint-Siège change le nom du diocèse en diocèse de Fargo en 1897. 
Mgr Shanley achète un terrain pour une nouvelle cathédrale et les plans sont validés, mais les fondations sont détruites dans l'incendie qui ravage entièrement la ville de Fargo en 1893. Mgr Shanley fait don d'une grande partie des fonds reçus pour la construction de la cathédrale afin de faire reconstruire la ville après l'incendie. L'édification de la nouvelle cathédrale est donc reportée. La cathédrale Sainte-Marie est terminée et consacrée le 30 mai 1899.

## Architecture
C'est un architecte de Saint-Paul du nom d'Edward Bassford qui est l'auteur des plans de l'édifice actuel dans le style néo-roman. La structure de brique suit un plan basilical avec une abside arrondie. Les six baies de côté sont divisées par des contreforts. 

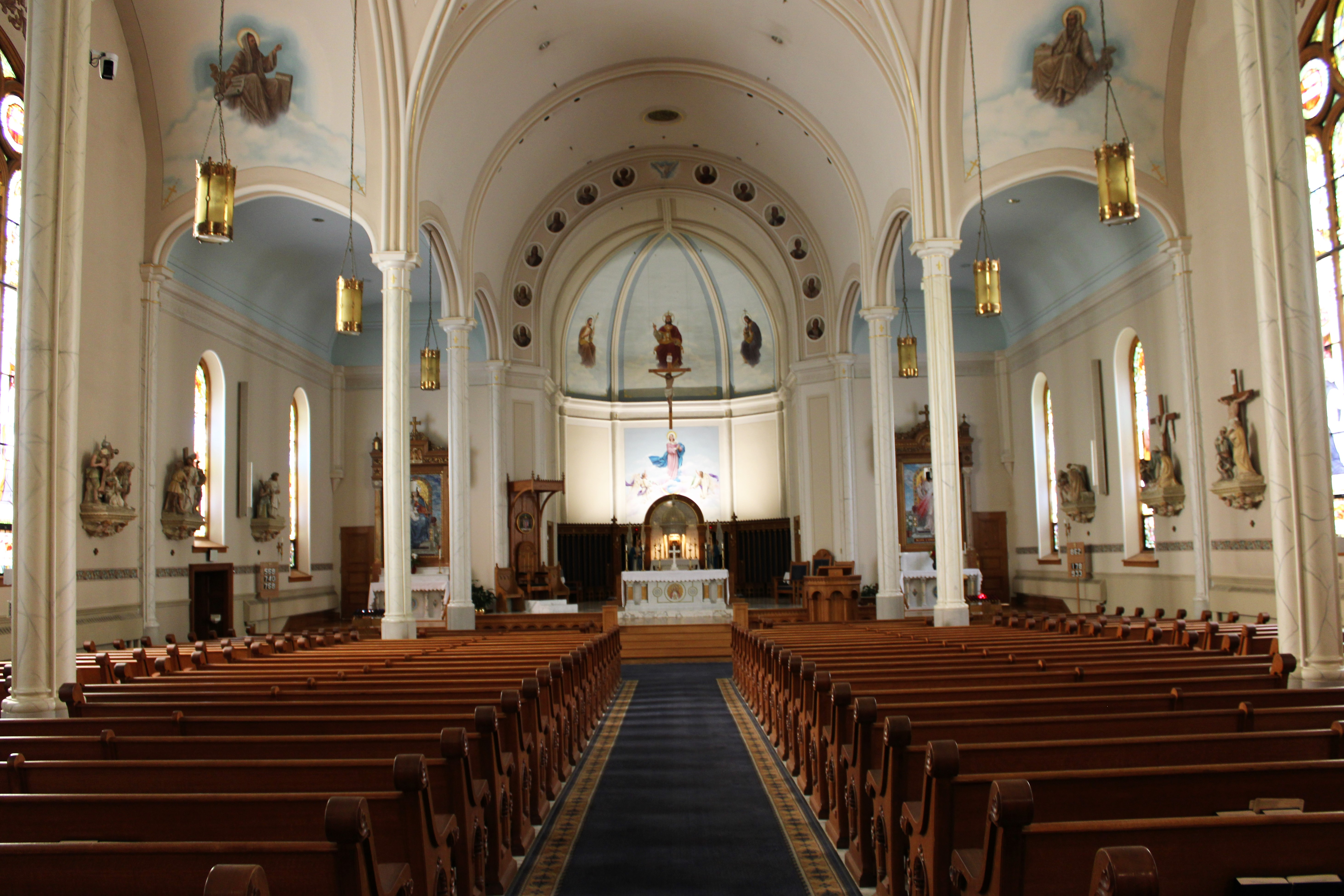
L'intérieur.

La façade principale présente deux tours de taille différente. La plus grande s'élève à 52 mètres de hauteur, avec une haute flèche et possède une seule cloche. Une grande statue de la Bienheureuse Vierge Marie se trouve sur le mur de la tour la plus petite. On remarque des petites statues de saint Pierre et de saint Paul qui flanquent l'arc arrondi de la grande baie de la façade. 
L'intérieur comporte trois nefs. Le plafond voûté en berceau comprend une croisée au transept.  